# Odoo
Odoo, nato nel 2005 ad opera di Fabien Pinckaers con il nome TinyERP, fino al 2014 chiamato OpenERP, è una suite di prodotti software gestionale open source  che includono a titolo di esempio CRM, e-Commerce, fatturazione, contabilità, produzione, magazzino, progetti e altro ancora.
La versione CE è open source ed è rilasciato secondo i termini della GNU Lesser General Public License; è attivamente supportata da una Community internazionale e da una italiana ai fini della localizzazione. La versione Enterprise, rilasciata con licenza proprietaria, fornisce servizi e caratteristiche aggiuntive ed è curata da Odoo S.A. con sede in Belgio.
Riguardo Odoo sono stati scritti diversi libri, alcuni dedicati ad aree funzionali specifiche come la contabilità, altri all'ambiente di sviluppo.

## Applicazioni
Alcune delle caratteristiche sono contabilità finanziaria, contabilità analitica, gestione del magazzino, gestione di vendite e acquisti, automazione dei processi, gestione risorse umane, campagne di marketing, produzione, gestione progetti. Dalla versione 8.0 punta a fornire un'integrazione con il sito web aziendale e il software di e-commerce.

## Architettura
OpenERP/Odoo usa un'architettura Service Oriented Architecture che si basa su interfaccia XML-RPC.
Nelle precedenti versioni l'interfaccia utente si basava inizialmente su GTK+ per poi essere affiancata da una interfaccia web che utilizza il web framework werkzeug; con il rilascio ufficiale della versione 7.0 è stato definitivamente abbandonato il client GTK a favore dell'unica interfaccia web, ora più integrata in Odoo e con migliori prestazioni che non fanno rimpiangere il client. Sono disponibili versioni per Linux, Windows e macOS.
Odoo fornisce diagrammi di Gantt dinamici (con copia e incolla), calendari condivisi, un visualizzatore integrato del BPM, un editor del workflow ed un designer delle viste.

### Moduli
OpenERP/Odoo è noto per essere molto completo ed estremamente modulare, con più di 6000 moduli disponibili. È basato su una robusta architettura Model-View-Controller, con un server distribuito, workflow flessibili, una GUI dinamica e report personalizzabili.

### Database
Odoo si appoggia a PostgreSQL.

## Community
Gli sforzi di sviluppo e della comunità erano gestiti tramite Launchpad ed il sistema Bazaar. Ora tutto il progetto è spostato su GitHub.
I principali canali di comunicazione e collaborazione sono i forum, Discord, twitter e le mailing-list. Anche la documentazione è gestita su GitHub e viene pubblicata sul sito ufficiale.
Nel 2011 nasce a Firenze l'Associazione Odoo Italia (all'epoca Associazione OpenERP Italia) per dare una forma più strutturata alla Community Italiana di OpenERP. Ancora oggi l'Associazione con il suo forum contribuisce ad aiutare i professionisti che lavorano su Odoo, e anche gli utenti, a trovare le soluzioni ai problemi quotidiani.
Nel 2013 nasce la Odoo Community Association (OCA), con lo scopo di supportare lo sviluppo collaborativo di Odoo e di promuoverne l'uso nel mondo.
La localizzazione italiana di Odoo viene sviluppata su GitHub in un repository della Odoo Community Association.

## Storia delle release
versione obsoleta
     Long Term Stable version, ancora supportata
     ultima versione
     futura versione
| Nome     | Versione | Data di uscita | Cambiamenti significativi                                                                           | Licenza software |
| -------- | -------- | -------------- | --------------------------------------------------------------------------------------------------- | ---------------- |
| Tiny ERP | 1.0      | Febbraio 2005  | Prima release GPL.                                                                                  | GNU GPL          |
| Tiny ERP | 2.0      | Maggio 2005    | | GNU GPL          |
| Tiny ERP | 3.0      | Settembre 2005 | | GNU GPL          |
| Tiny ERP | 4.0      | Dicembre 2006  | | GNU GPL          |
| OpenERP  | 5.0      | Aprile 2009    | | GNU GPL          |
| OpenERP  | 6.0      | Gennaio 2011   | Prima release AGPL, e primo web client.                                                             | GNU AGPL         |
| OpenERP  | 6.1      | Febbraio 2012  | Primo web client Ajax.                                                                              | GNU AGPL         |
| OpenERP  | 7.0      | Dicembre 2012  | Potenziato client web e usabilità, cessato client GTK, supporto per CMS, point of sale.             | GNU AGPL         |
| Odoo     | 8.0      | Settembre 2014 | Migliorato supporto per CMS: creazione siti Web, e-commerce, point of sale e business intelligence. | GNU AGPL         |
| Odoo     | 9.0      | Ottobre 2015   | Prima release LGPL. Migliorate funzionalità contabili. Odoo Community si divide da Odoo Enterprise. | GNU LGPL v3      |
| Odoo     | 10,0     | Ottobre 2016   | Migliorate funzionalità di produzione.                                                              | GNU LGPL v3      |
| Odoo     | 11.0     | Ottobre 2017   | Migliorate funzionalità di supporto ai servizi e di report, passaggio a Python 3.                   | GNU LGPL v3      |
| Odoo     | 12.0     | Ottobre 2018   | Gestione documenti, IoT-devices, multi-website.                                                     | GNU LGPL v3      |
| Odoo     | 13.0     | Ottobre 2019   | Le fatture sono integrate nelle registrazioni contabili.                                            | GNU LGPL v3      |
| Odoo     | 14.0     | Ottobre 2020   | | GNU LGPL v3      |
| Odoo     | 15.0     | Ottobre 2021   | | GNU LGPL v3      |
| Odoo     | 16.0     | Ottobre 2022   | Migliorate prestazioni del back-end e del CRM, miglioramenti all'editor e altri moduli.             | GNU LGPL v3      |
| Odoo     | 17.0     | Novembre 2023  | Nuovo design UI, Odoo PWA, e altre migliorie generali.                                              | GNU LGPL v3      |
| Odoo     | 18.0     | Ottobre 2024   | Odoo PWA per singoli moduli, aggiunta di passkey.                                                   | GNU LGPL v3      |
| Odoo     | 19.0     |                | | GNU LGPL v3      |

## Progetti derivati
Odoo 4 Wisp è un progetto basato su Odoo 8.0 destinato al mercato del fixed wireless acces, o meglio denominato Wisp (wireless internet service provider); la versione è orientata alla gestione degli operatori wireless sia per finalità amministrativo contabile, che per aspetti legati al provisioning dei servizi.
LibrERP è una distribuzione, basata su OpenERP 6.1, pronta all'uso per le PMI italiane. Dal framework Odoo sono stati incorporati moduli aggiuntivi scritti in Python per il mercato italiano e rilasciati con licenza AGPLv3, prelevabili dal repository GitHub.
Seedoo è un progetto basato su Odoo/OpenERP 7.0 destinato alle pubbliche amministrazioni italiane per la gestione a norma del protocollo informatico, la fatturazione elettronica, e la digitalizzazione dei procedimenti.